# Norbert Hougardy
Norbert Isidore Joseph Hougardy (Etterbeek, 1er novembre 1909 - Marbella, 3 janvier 1985) est un homme politique libéral belge.

## Éléments biographique
- licencié en sciences commerciales
- directeur commercial dans le privé
- président des Jeunes gardes libérales
- résistant durant la Seconde Guerre mondiale, membre du bureau permanent du Front de l'Indépendance chargé du financement et des contacts extérieurs
- conseiller communal de la commune de Rhode-Saint-Genèse
- 1956-1976 : sénateur
- 1964 : vice-président de la commission parlementaire Belgique-RDA
- 1964-1979 : membre du Parlement européen dont il fut vice-président
- septembre 1968- janvier 1969 : coprésident du parti libéral (PLP-PVV) avec Emile-Edgard Jeunehomme